# Bruits d'amour
Pour plus de détails, voir Fiche technique et Distribution.
Bruits d'amour est un film français réalisé par Jacques Otmezguine et sorti en 1998.

## Fiche technique
- Titre : Bruits d'amour
- Réalisation : Jacques Otmezguine
- Scénario : Jacques Otmezguine
- Photographie : Stéphane Cami
- Costumes : Sylviane Combes
- Décors : Christian Marti et Julie Sfez
- Son : Rolly Belhassen
- Montage : Hélène Attali et Colette Farrugia
- Musique : Jacques Davidovici
- Production : Nelka Films
- Pays :  France
- Durée : 90 minutes
- Date de sortie : France - 22 avril 1998

## Distribution
- Nadine Spinoza : Flo
- Élisa Servier : Caro
- Jean-Pierre Lorit : François
- Jean-Paul Comart : Marc
- Dominique Guillo : Hervé
- Jean-Luc Porraz : Soutier
- Barbara Fayer : Flo enfant
- Annick Blancheteau
- Pierre Forest